# Caio Júlio Cornuto Tértulo
Caio Júlio Cornuto Tértulo (em latim: Gaius Julius Cornutus Tertullus) foi um senador romano da gente Júlia nomeado cônsul sufecto para o nundínio de setembro a outubro de 100 com seu amigo Caio Plínio Cecílio Segundo, mais conhecido como Plínio, o Jovem. Autores mais antigos notam que a inscrição que preservou seu nome completo está danificada no meio da linha relevante. O trecho do nome foi inferido a partir do nome de seu filho, Caio Júlio Plâncio Vário Cornuto, e seria Caio Júlio Plâncio Vário Cornuto Tértulo (em latim: Gaius Julius Plancius Varius Cornutus Tertullus).

## Família
Com base na reconstrução de seu nome, é possível que Tértulo seja de alguma forma aparentado de Marco Plâncio Varo, um cidadão de Perga que foi governador proconsular da Bitínia e Ponto. Além disto, pelo menos uma autoridade acredita que Tértulo foi o pai de Júlia Tértula. Porém, ela se casou com Lúcio Júlio Marino Cecílio Simplex, cônsul sufecto em 101, o que indica que ou ela se casou muito jovem ou o melhor seria considerá-la uma irmã de Tértulo. Além disto, Olli Salomies citam uma inscrição ainda não publicada que prova que a esposa de Cornuto era Plância Magna e apresenta o nome completo do filho deles.

## Carreira
Sua carreira política pode ser reconstituída a partir de uma inscrição. Não se sabe em qual comitê dos vigintiviri ele serviu e é possível que ele nem tenha servido em um na sua carreira. Em seguida, Tértulo foi questor, edil e demais magistraturas tradicionais republicanas antes de ser admitido como ex-pretor no Senado (adlectio inter pretoris) por Vespasiano e Tito durante o mandato deles como censores em 73 e 74. Com nível pretoriano, Tértulo foi legado do governador de Creta e Cirenaica e depois governador da Gália Narbonense. A data destes mandatos é desconhecida, mas Werner Eck data-os nos reinados de Vespasiano ou Domiciano.
Depois disto, segue-se um intervalo de vinte anos. É possível que ele tenha servido rapidamente nos dois cargos já mencionados no reinado de Vespasiano, que morreu em 79. O próximo cargo conhecido de Tértulo foi de prefeito do erário de Saturno entre 98 e 100, servindo com Plínio, o Jovem. Este intervalo abrange todo o reinado de Domiciano, o que nos levaria a inferir que ele tivesse caído em desgraça perante o imperador, mas o próprio Plínio explica: em seu panegírico a Trajano, ele nota que Tértulo se recusou a se promover para o imperador e recusou todos os cargos que lhe foram oferecidos.
Depois que Trajano o nomeou para o erário de Saturno, Tértulo foi nomeado cônsul sufecto com Plínio. Depois disto, as cartas de Plínio revelam que ele esteve ativo no Senado, participando do julgamento de Mário Prisco, acusado de más condutas durante seu mandato como procônsul da África, e defendendo Publício Certo quando o próprio Plínio tentou processá-lo por ter sido um delator na época de Domiciano. Ele foi depois nomeado superintendente da Via Emilia, uma conquista que Plínio relata a seu amigo Paterno no momento que ele ocorreu. Depois disto, ele recebeu o encargo de conduzir um censo na Gália Aquitânia e foi nomeado Bitínia e Ponto entre 112 e 115. O ápice de sua carreira foi a nomeação como procônsul da Ásia entre 116 e 117.
A data de sua morte é desconhecida. Se assumirmos que Tértulo tinha por volta de trinta anos quando foi admitido no Senado como pretor (a idade legal para esta magistratura) em 73 ou 74, quando acabou seu mandato na Ásia ele já 
teria mais de setenta anos. Portanto, é provável que ele tenha morrido não muito depois.